# شعب جديد (كمبوديا)
الشعب الجديد (بالخميرية: អ្នកផ្ញើ)‏ هم كمبوديون مدنيون خضعوا لسيطرة واستغلال نظام الخمير الحمر في كمبوديا (المعروفة آنذاك باسم كمبوتشيا الديمقراطية) من عام 1975 إلى عام 1979. بشكل عام، أي شخص كان من منطقة حضرية أصبح "شخصاً جديداً" وأصبح الأشخاص من المناطق الريفية يُسمون شعباً قديماً (អ្នកចាស់). 
لم يُسمح للأشخاص الجدد بأي ملكية وأجبروا على العمل لمدة 10 ساعات على الأقل يوميًا، وفي كثير من الأحيان أكثر. وكانت حصصهم الغذائية صغيرة جدًا لدرجة أنها أدت إلى المجاعة. كان المرض متفشيًا، وفي عام 1976 قدر أن 80% من السكان الكمبوديين مصابون بالملاريا. 
أحد شعارات الخمير الحمر، في إشارة إلى الشعب الجديد، كان "ليس من المفيد الاحتفاظ بكم، ولا خسارة في تحطيمكم." 